# Zhoř u Tábora
Zhoř u Tábora é uma comuna checa localizada na região da Boêmia do Sul, distrito de Tábor.